# Камлупс
Об озере см. статью Камлупс (озеро).
Ка́млупс (англ. Kamloops) — город на юге центральной части Британской Колумбии, Канада, расположен у места слияния северного и южного рукавов реки Томпсон и недалеко от озера Камлупс. Это крупнейший населенный пункт в региональном округе Томпсон-Никола и в нём располагается региональное, а также окружное управления.

## Образование
В городе Камлупс расположен крупнейший университет Британской Колумбии, названный в честь реки, протекающей через город. Университет Томпсон-Риверс насчитывает около 18 000 студентов из более чем 60 стран.

## Спорт
В 2016 году здесь прошёл чемпионат мира по хоккею с шайбой среди женщин.

## Города-побратимы
- Удзи, Япония
- Баколод, Филиппины